# 巴黎地鐵7號線支線
巴黎地铁7号线支线（法語：Ligne 7bis du métro de Paris）为巴黎地铁路网之一，于1967年通车。本线自7号线的路易·布朗克站向东，穿越巴黎市区东北部后，通过单向隧道至佩圣热尔维站，再通过另一段单向隧道折返，略呈吊环形，是巴黎地铁中最短的线路之一。

## 历史

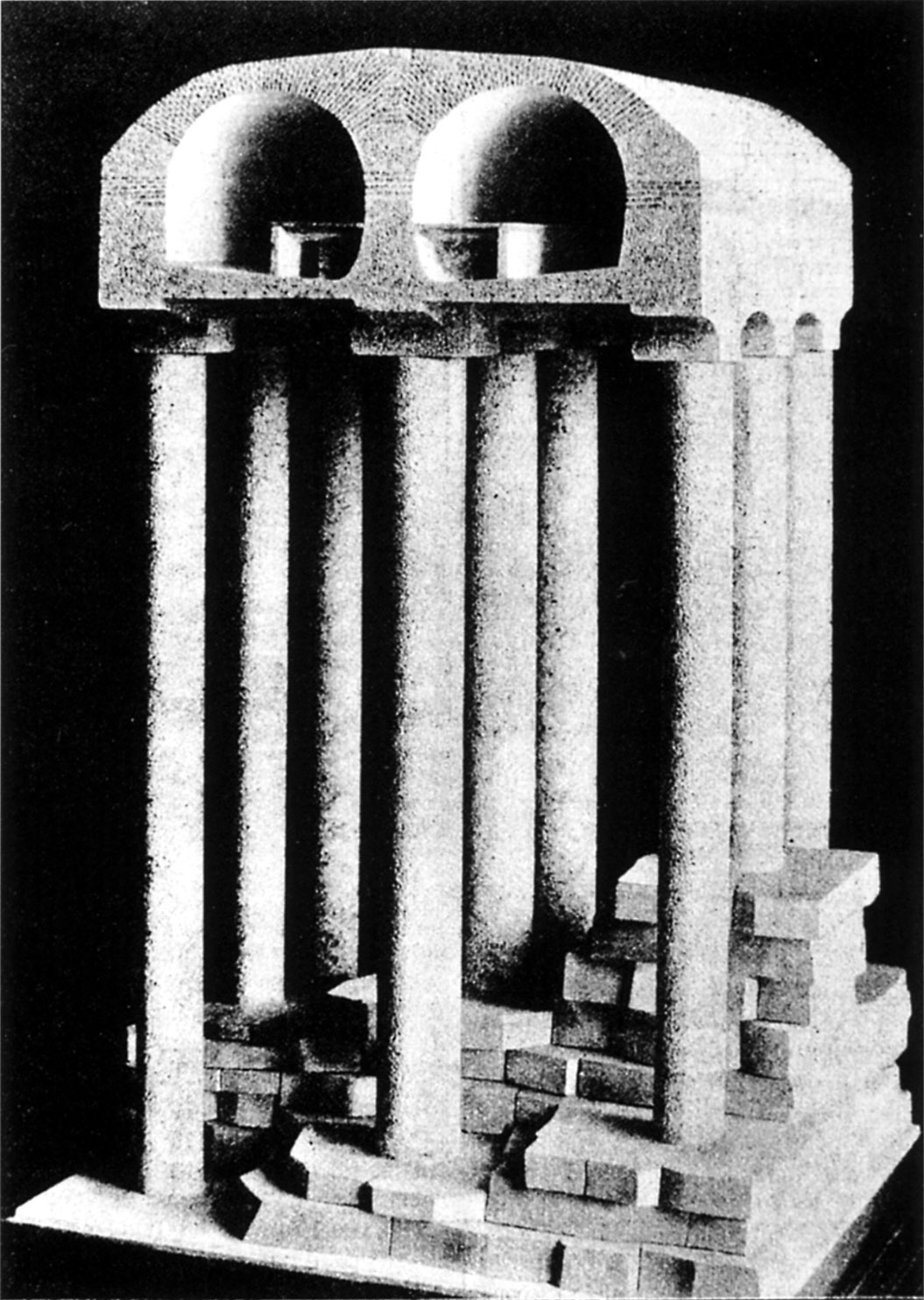
多瑙河站建在地底高架桥

7号线支线的前身是7号线的一个分支，由于客流量远少于另一个分支，1967年独立成支线运营。
1910年11月5日，7号线维耶特门站和歌剧院站之间的路段建成通车。但同时计划中的另一条分支佩圣热尔维分支却由于地质问题而延误。該线遇到了重叠的三块石膏矿切断石灰岩。结果有几个车站把路基建在地底高架桥上来进行加固，高架桥的高度最大时达到35米，而月台轨道中央亦加设了隔离柱来支撑结构。1911年1月18日该分支投入使用。
1920年代初在修建3号线东延段的同时，运营商城铁公司在佩圣热尔维分支上修建了两条轨道，连接到3号线当时的东部终点站丁香门站以便于连接3号线和7号线。其中从节日广场站由西北往东南的轨道称为节日线，反向的称为往返线，但通往佩圣热尔维站。而基于客流量的考虑，最终只有往返线投入使用；而节日线以及线上的亚佐站都被弃用，亚佐站连地面出口都没有建造，成为巴黎地铁幽灵车站之一。1939年二战爆发後往返线停运。
7号线北边的两个分支使用率并不均等，维耶特门方向的客流量远高于佩圣热尔维方向。因此1967年12月3日起佩圣热尔维分支独立为支线运营。

## 车站列表

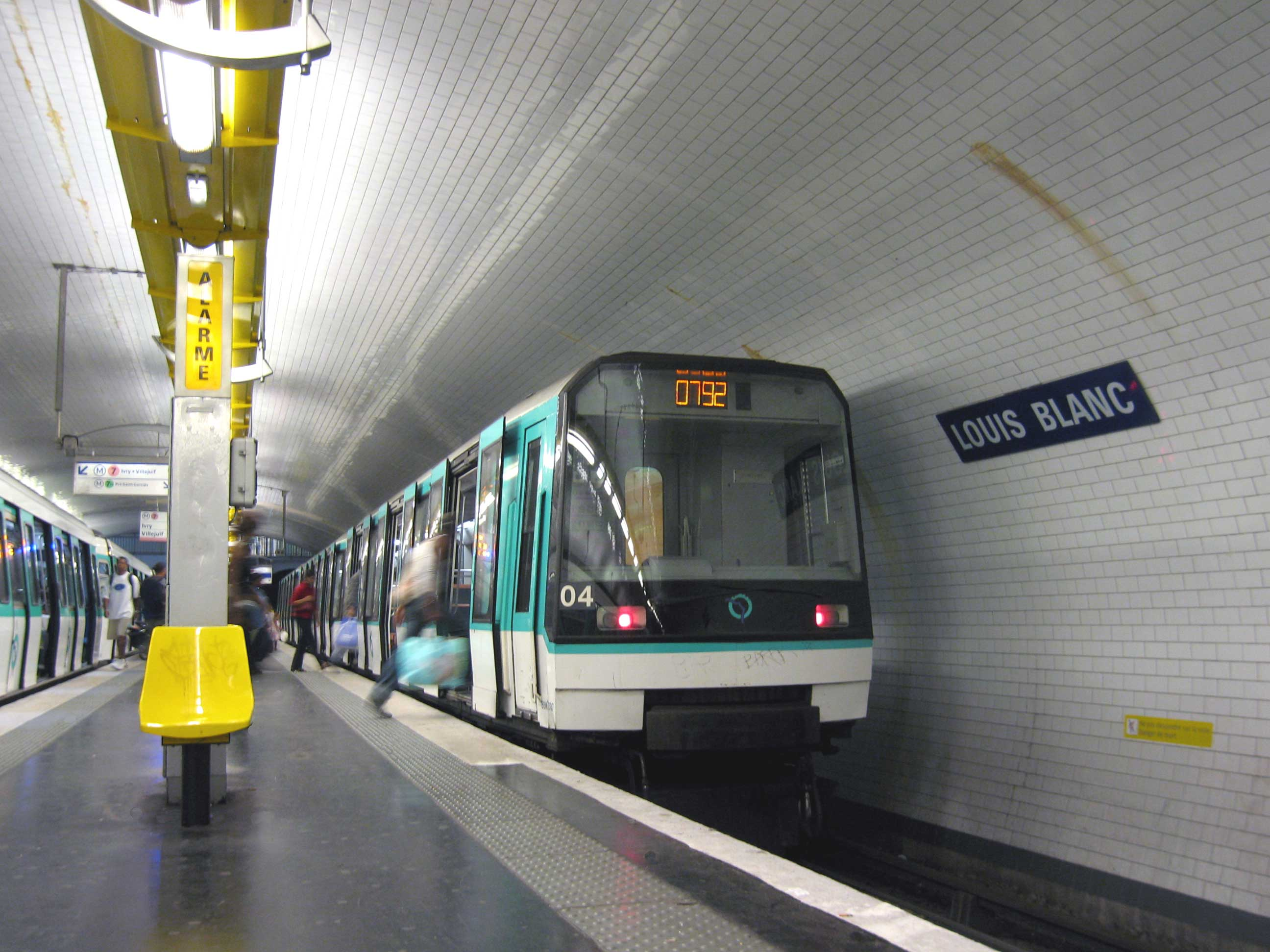
路易·布朗克站的西面站厅

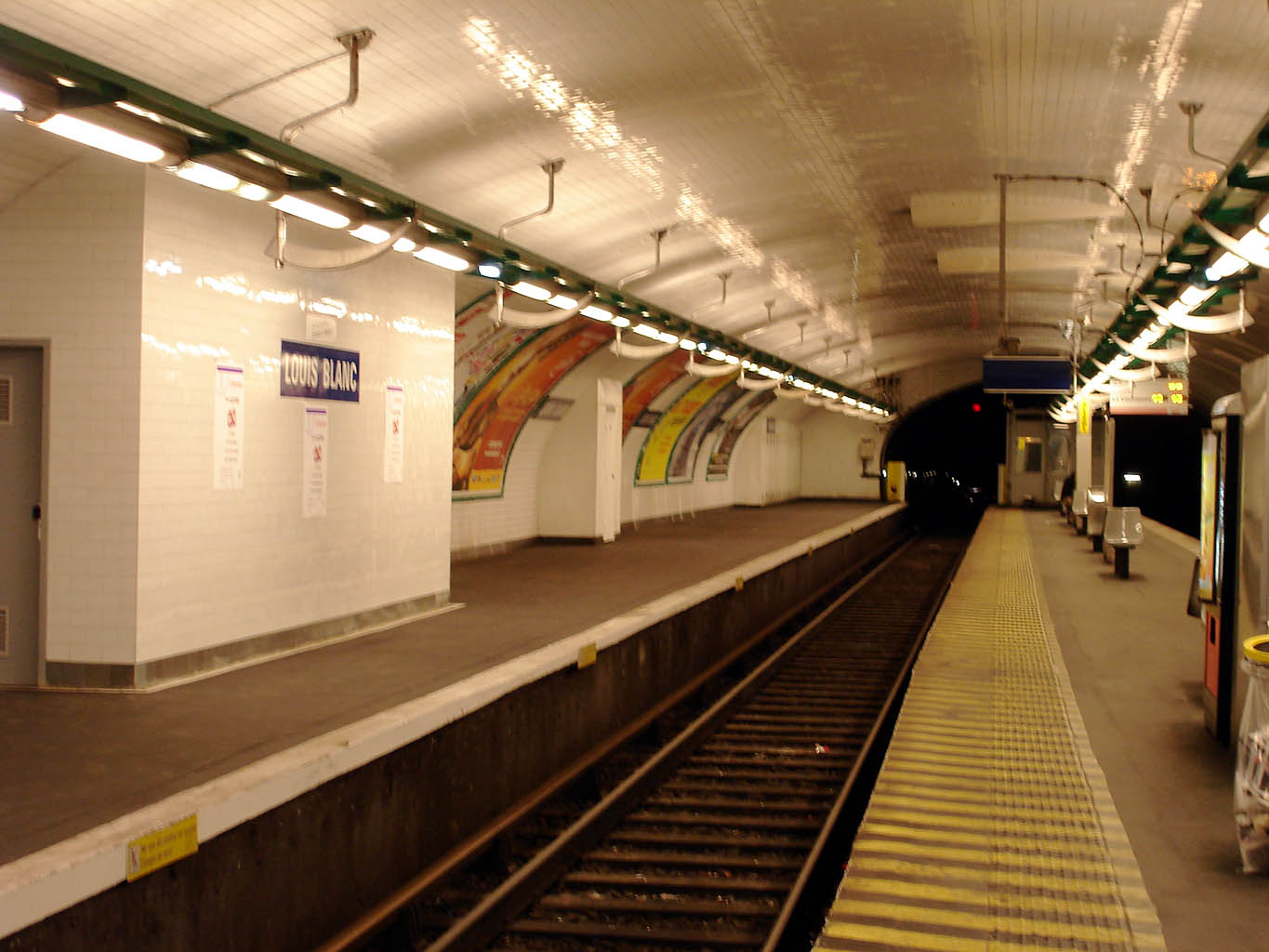
路易·布朗克站的东面站厅

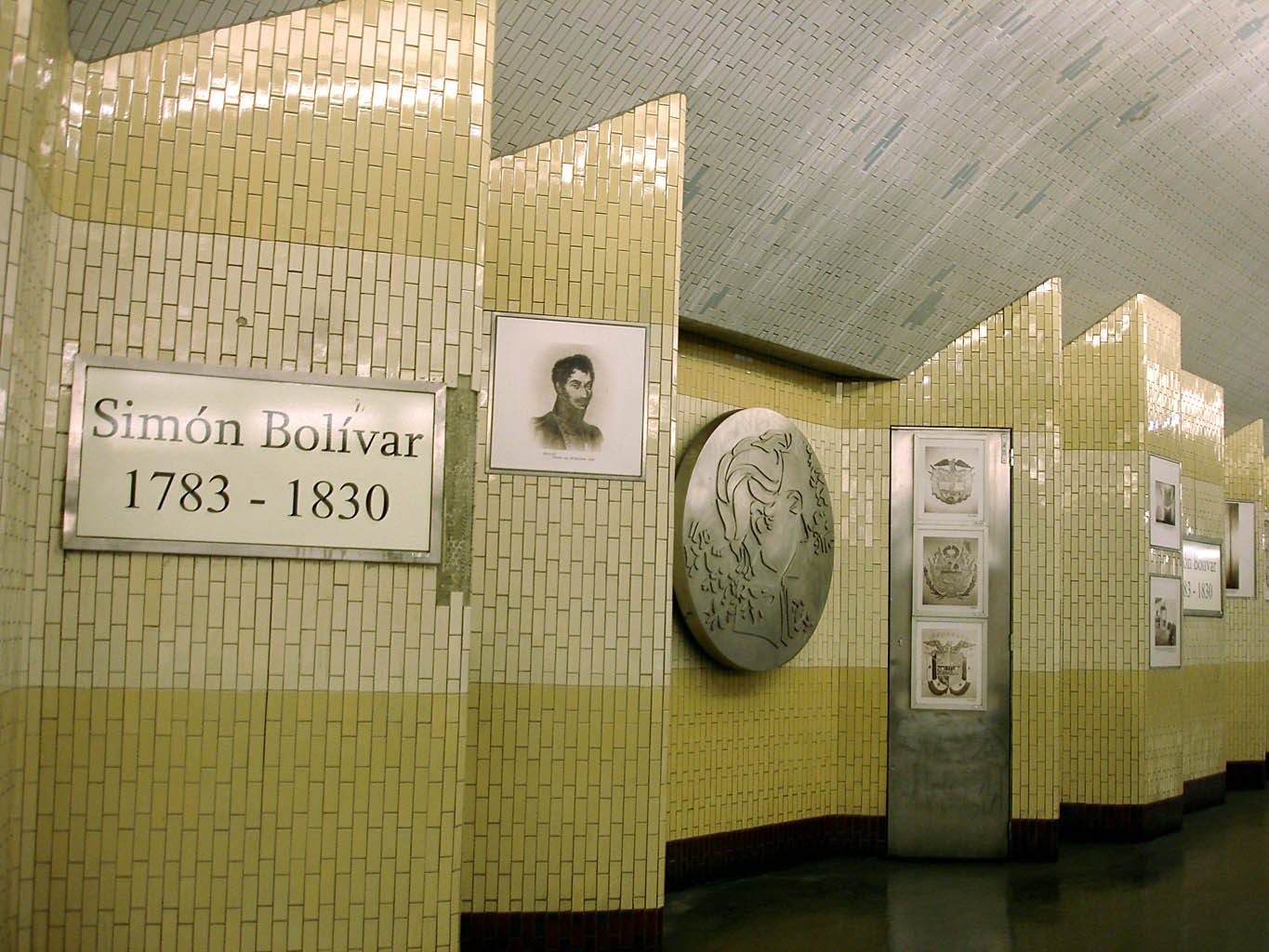
玻利瓦尔站

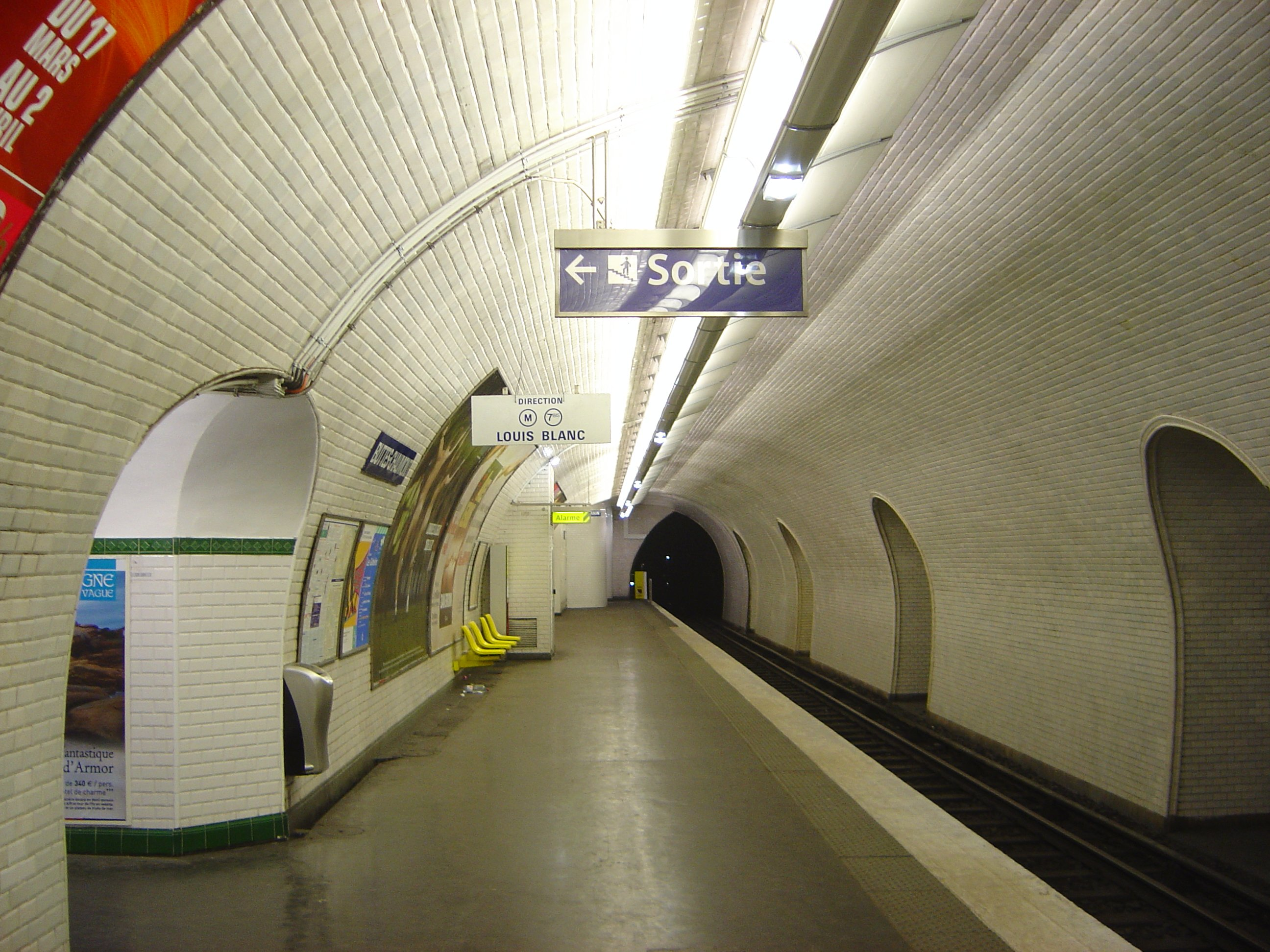
绍蒙高地站装有路轨中央隔离柱

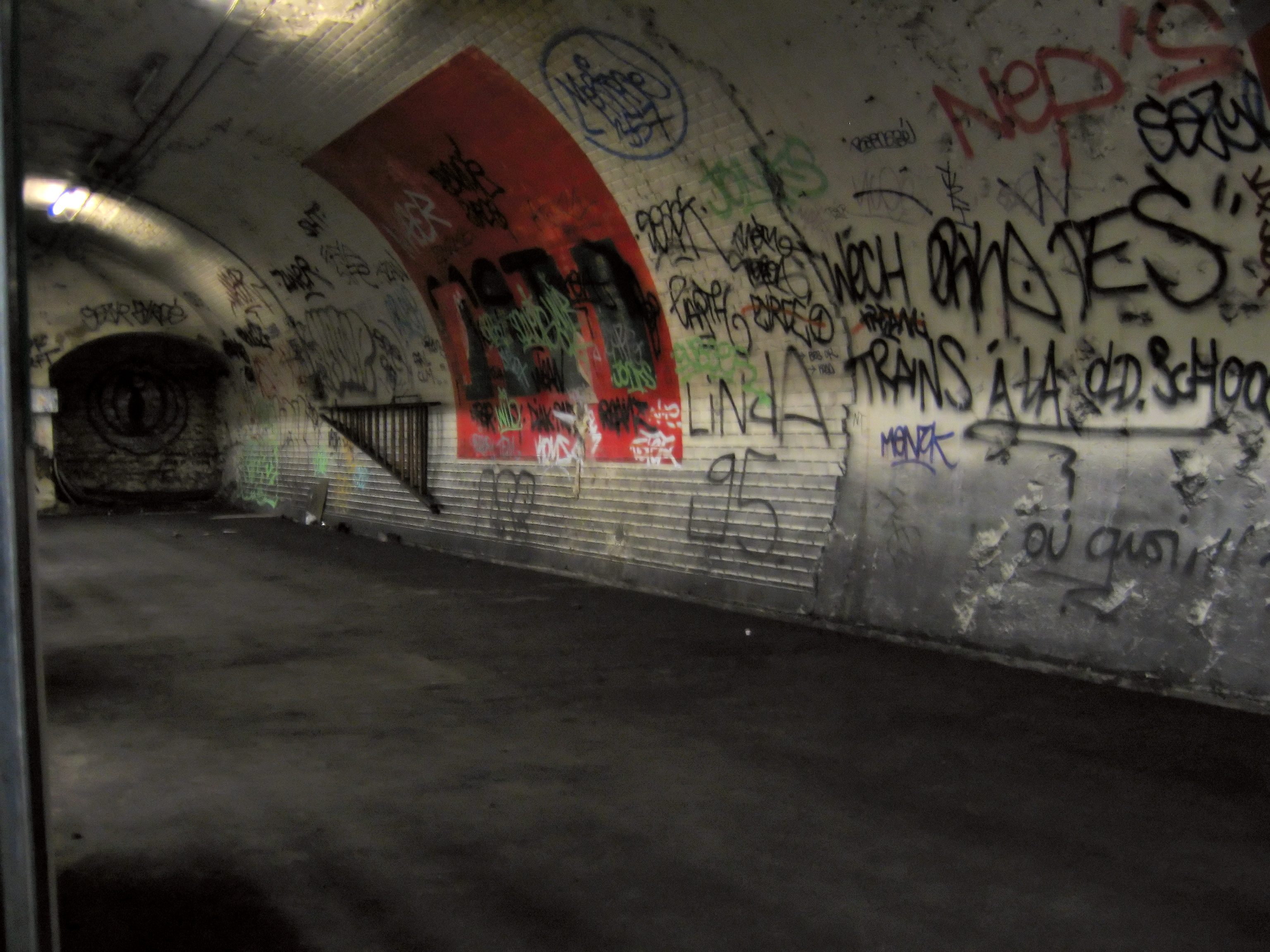
亚佐站

全線都無法無障礙通行，都位於巴黎市內。
| 中文站名    | 法文站名 | 轉乘路線        | 所在地     |
| ----------- | -------- | --------------- | ---------- |
| 路易·布朗克 |          | (M) · (7)       | 10區       |
| 饒勒斯      |          | (M) · (2) · (5) | 10區、19區 |
| 玻利瓦爾    |          |                 | 19區       |
| 肖蒙山丘    |          |                 | 19區       |
| 博扎里      |          |                 | 19區       |
| 節日廣場    |          | (M) · (11)      | 19區       |
| 佩聖熱爾維  |          | (T) · (3b)      | 19區       |
| 多瑙河      |          |                 | 19區       |
| 博扎里      |          |                 | 19區       |

- 博扎里站後沿路回到路易·布朗克站。

### 车站设施
7号线支线全线位于地底。饶勒斯站至博扎里站之间的车站均设有两个侧式月台，右上左下，并且绍蒙高地站和博扎里站均装有路轨中央隔离柱进行加固。而东边环路上的三个站均为岛式月台，但仅有南边和西边的月台供列车停靠，另一侧则作为车库或维修间。其中多瑙河站的岛式月台中间被墙隔开，实际上为两个相隔的侧式月台。路易·布朗克站由于历史原因，设有两个相隔并且不在同一层的西班牙式月台。不过在1967年7号线支线独立运营之后，东面站厅的东面、中间月台和西面站厅的西面月台已废弃不用。7号线北行停靠东面站厅的西面月台，南行停靠西面站厅的中间月台並開啟左边车门，和7号线支线跨月台换乘。
全线车站都设有自动售票机、咨询处和列车即时资讯显示器。

### 车站特色
- 玻利瓦尔站的北面月台上曾经陈列着拉美革命家、军事家西蒙·玻利瓦尔的生平传记和照片。但2009年2月车站进行过翻新，该陈列装饰被移除。
- 在佩圣热尔维站的东南方，是巴黎地铁著名的幽灵车站亚佐站（法语：Haxo (métro de Paris)），从节日广场站东面隧道不远处左边有一条小隧道可通达此站，每年的欧洲遗产日都会有一班特殊的地铁供地铁爱好者光临此站。另外佩圣热尔维站的东面月台是列车维修处，其路轨后方即為往返线（法语：Voie navette (métro de Paris)），通往3号线支线的丁香门站。
- 路易·布朗克站的跨月台换乘方式实际上经过简化，原本7号线支线进入西面站厅落客后驶入南面的渡线再调头进入东面站厅载客离开，但考虑到MF 88列车（法语：MF 88）耐用性不佳，该调头方式被简化在同一月台进行，因此仅有西面站厅可以乘坐7号线支线，东面站厅的两个月台则弃用。

## 使用车型

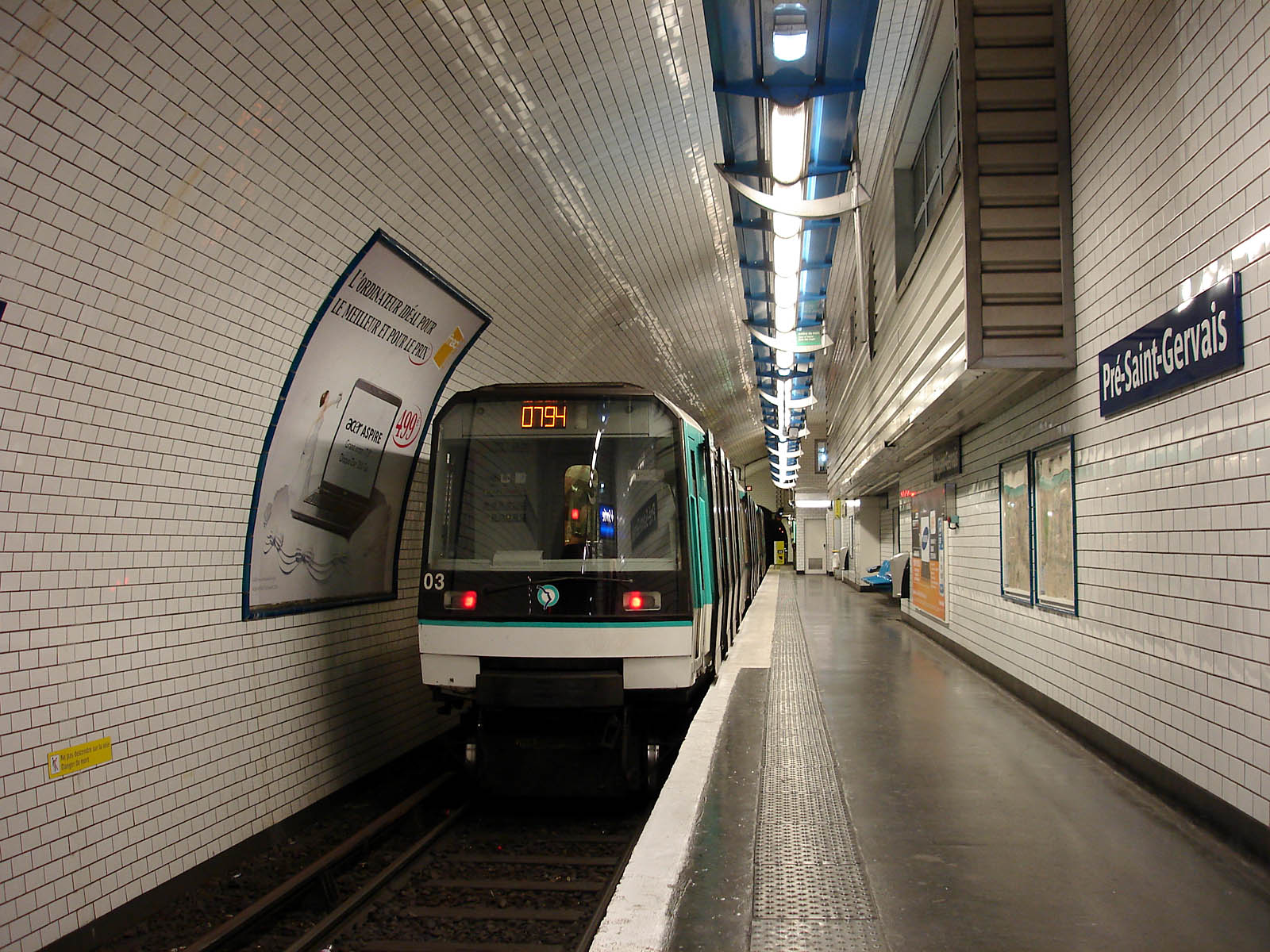
MF 88列车停靠在佩圣热尔维站

从1911年通车直至1967年独立运作，7号线及其后来成为的支线均使用斯普拉格-汤普森列车。1981年之后，固有的斯普拉格列车退役，更换为MF 67列车。
1994年1月24日-12月30日，7号线支线更换为3节的MF 88列车，该车型目前共有9辆，全部在7号线支线上行走。MF 88是巴黎地铁车型中首批能够实现车厢互通的车型，并且内部相对钢轨列车旧型号更加宽敞明亮且舒适。然而该车型耐用性不佳，维护成本高，计划中将被2号线淘汰下来的MF 67型号所取代，而MF 88将就此退役。

## 使用状况
7号线支线客流量在巴黎所有地铁线中仅高于垫底的3号线支线。1998年全年仅有约389万人乘坐该线，仅相当于最繁忙的1号线在8天里的客流量。2003年客流量又下降到356万。

## 未来计划

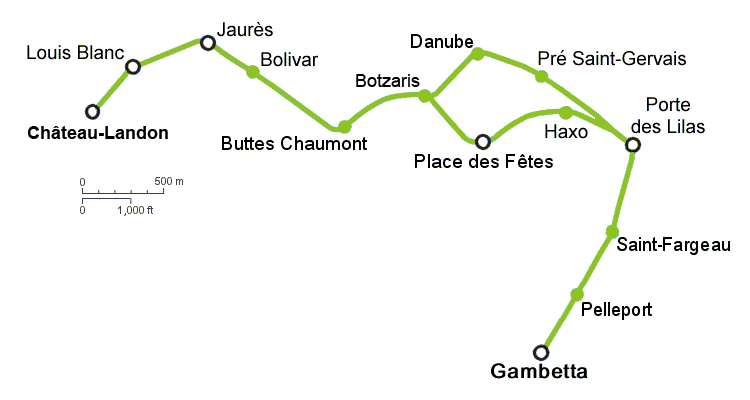
3号线支线与7号线支线合并效果图

法兰西岛规划办（SDRIF）已提议于2007-2013年间将3号线支线和7号线支线合并。届时已经弃用多年的节日线和往返线都将分别作为上下行投入使用，而幽灵车站亚佐站亦将重新对公众开放。另外SDRIF之前还建议将并线后的西端终点从路易·布朗克站向南延伸至朗顿堡站，不过由于彼处地下路轨结构复杂，工程将极为繁重。

## 周边主要旅游景点
- 绍蒙高地公园
- 巴黎美洲人区（法语：Quartier d'Amérique）